# Поступельський заказник
Поступельський — лісовий заказник місцевого значення. Об'єкт розташований на території Камінь-Каширського району Волинської області (за 0,6 км на захід від с. Котуш), ДП «Камінь-Каширське ЛГ», Добренське лісництво, квартал 5, виділ 26.
Площа — 12 га, статус отриманий у 1994 році.
Статус надано з метою охорони та збереження у природному стані ділянки соснових насаджень із домішкою вільхи чорної Alnus glutinosa віком близько 100 років. У підліску зростають ліщина звичайна Corylus avellana і крушина ламка Frangula alnus. У трав'яному покриві трапляються лікарські рослини, зокрема баранець звичайний Huperzia selago, занесений у Червону книгу України.

## Галерея

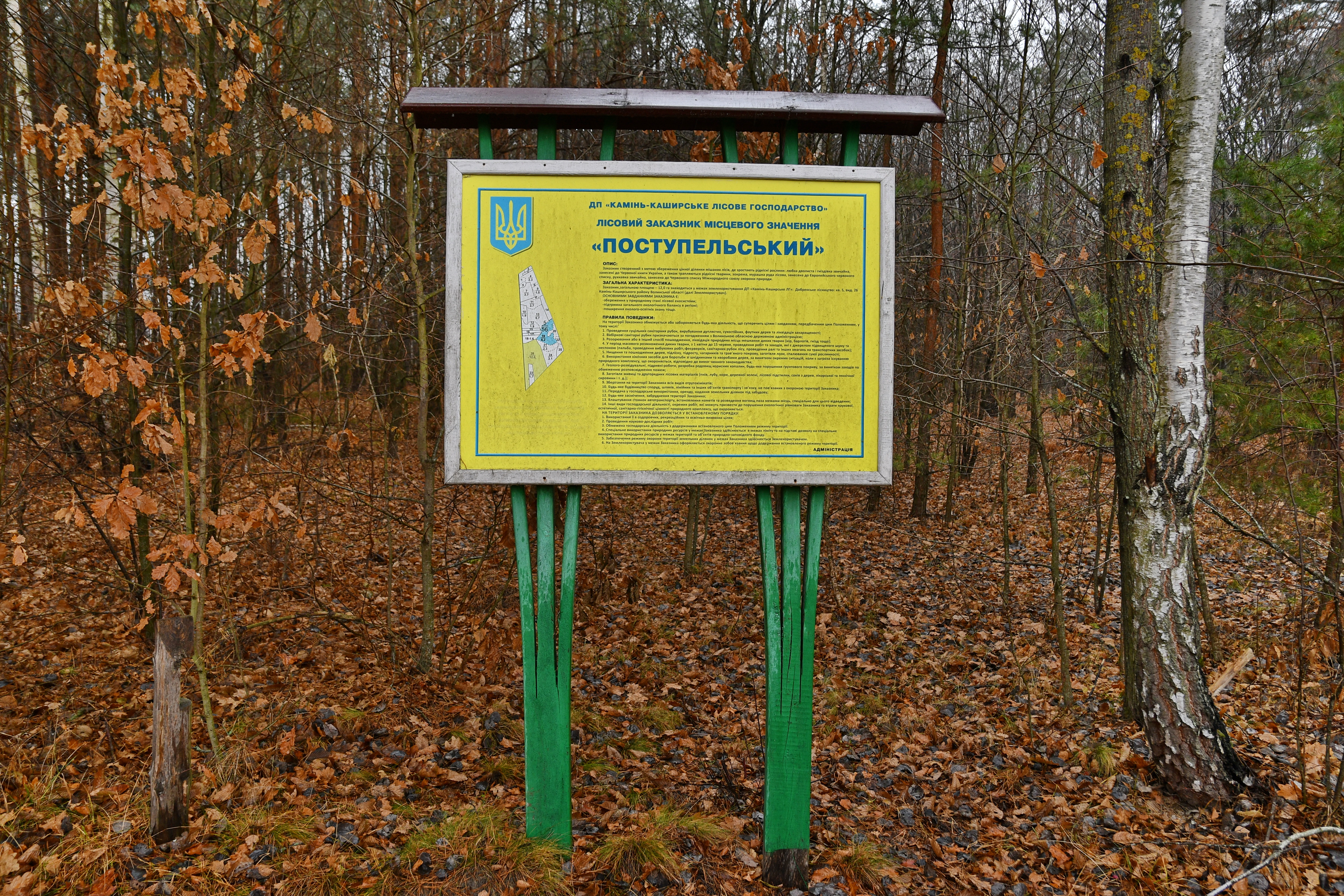
Інформаційна дошка
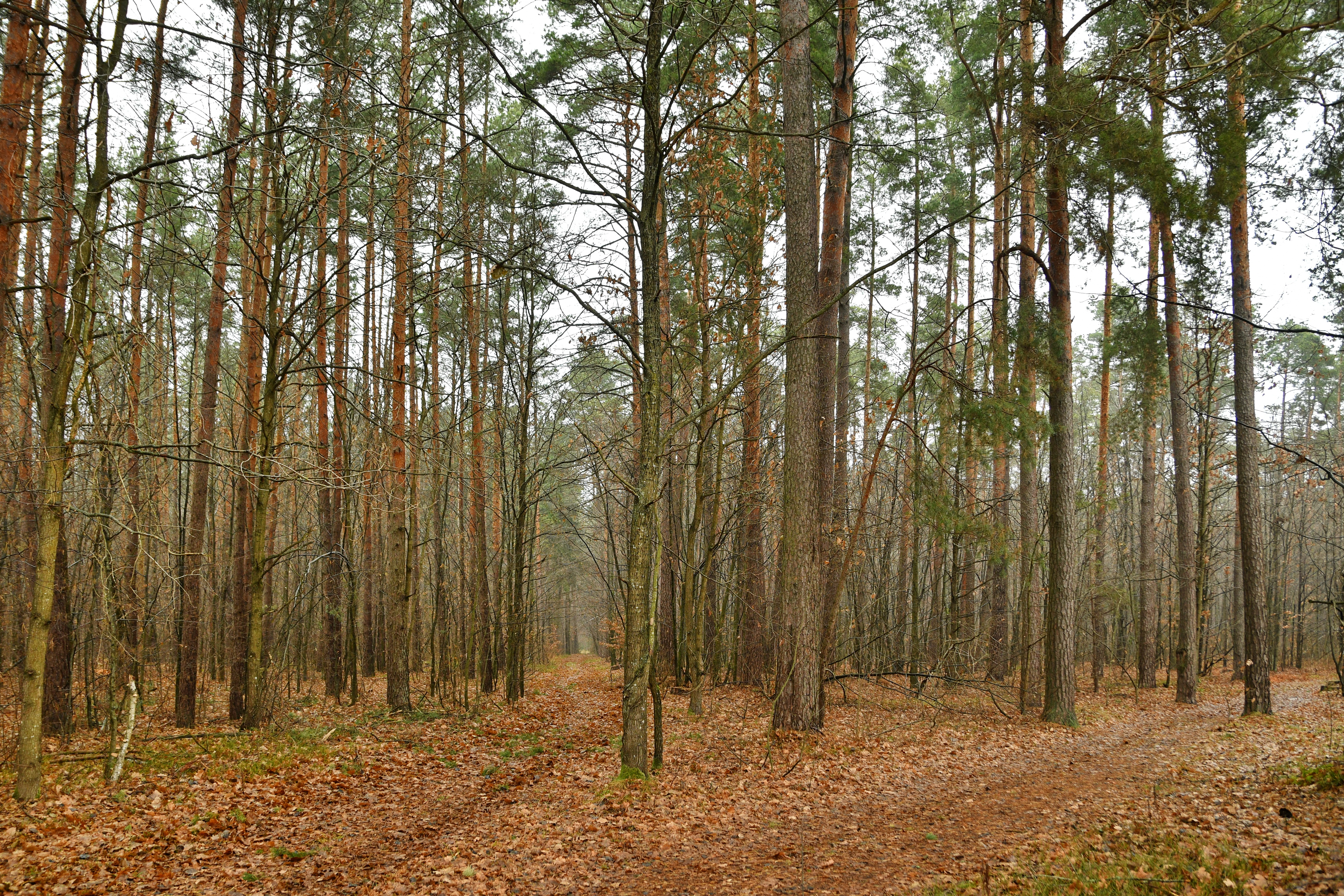
Загальний вигляд
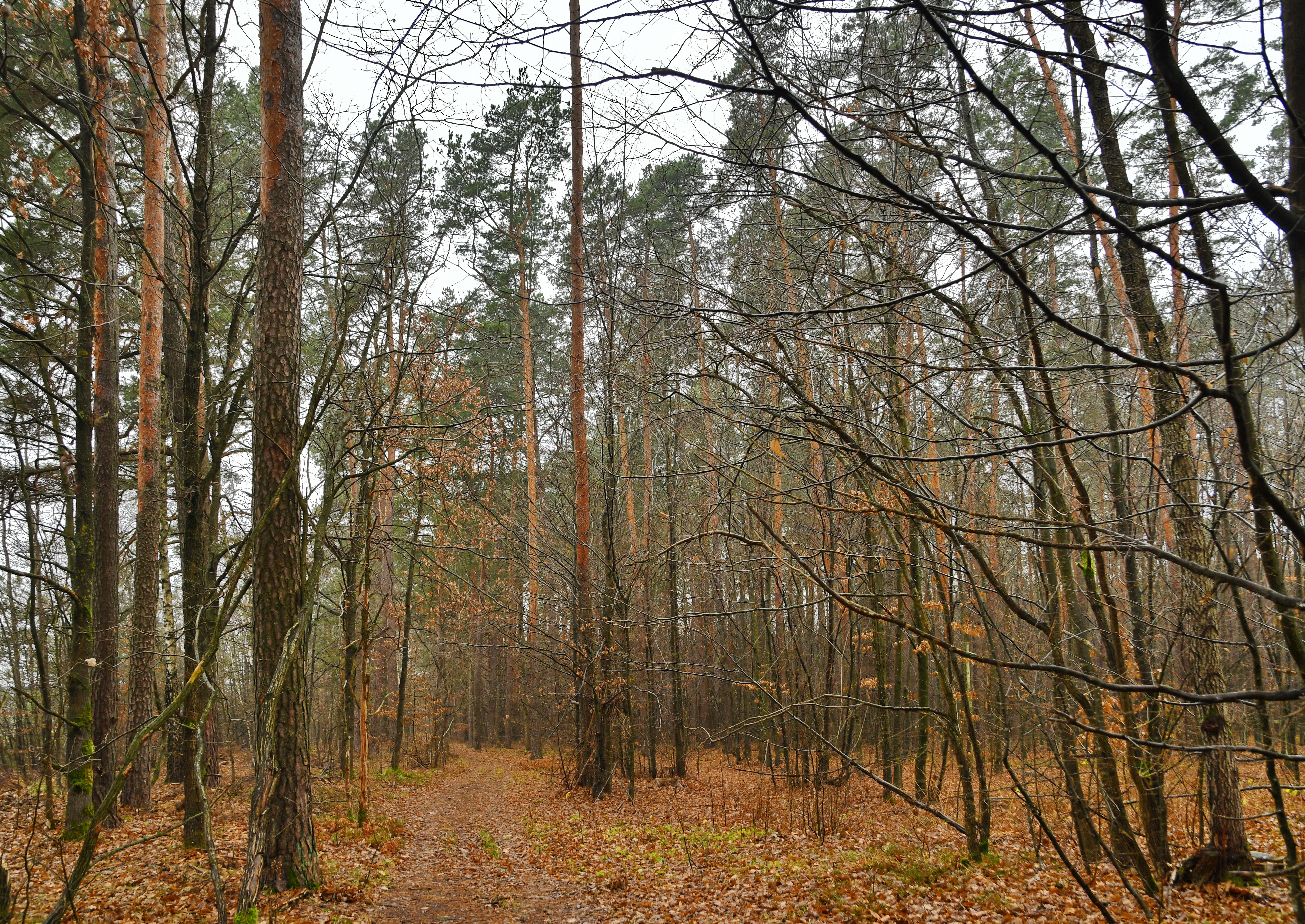
Загальний вигляд